# (5574) Seagrave
(5574) Seagrave – planetoida z pasa głównego planetoid.

## Odkrycie i nazwa
Odkryła ją Zdeňka Vávrová 20 marca 1984 roku w Obserwatorium Kleť. Nazwa planetoidy pochodzi od Franka Seagrave'a (1860–1934) – amerykańskiego astronoma amatora, który obserwował Słońce, gwiazdy zmienne, komety i planetoidy ze swojego prywatnego obserwatorium. Przed nadaniem nazwy planetoida nosiła oznaczenie tymczasowe 1984 FS.

## Orbita
(5574) Seagrave obiega Słońce w średniej odległości 2,64 j.a. w czasie 4 lat i 109 dni.